# 博伊茲維爾 (密蘇里州)
博伊茲維爾（英語：Boydsville）是位於美國密蘇里州卡勒韋縣的非建制地區。

## 歷史
博伊茲維爾的郵局於1858年設立，其後於1906年停運。

## 地理
博伊茲維爾所處的海拔為高於海平面258米（即846英呎），而該地所採用的時區為UTC-6，即北美中部時區（CST）。同時該地設有夏令時間，為UTC-6調快一小時，即UTC-5（CDT）。